# Maladie de Rhésus
 (janvier 2025).
 Mise en garde médicale
La maladie de Rhésus (Rh), également connue sous le nom de maladie hémolytique Rh du nouveau-né (Rh-HDFN), survient lorsque les anticorps d’une femme enceinte détruisent les globules rouges de son bébé. Les symptômes incluent généralement une faible quantité de globules rouges et une jaunisse chez le bébé. Les complications possibles comprennent la mortinatalité, l’anasarque fœtale, une déficience intellectuelle, une perte auditive ou une perte de vision. Le début de la maladie peut se produire avant ou peu après la naissance,.
Il s'agit d'un type de maladie hémolytique du fœtus et du nouveau-né (MHFN) causée par les anticorps anti-D. Elle survient chez les femmes Rh-D négatives qui ont été sensibilisées au sang RhD positif et qui deviennent ensuite enceintes d’un bébé RhD positif. La sensibilisation peut se produire lors d’une grossesse antérieure ou à la suite d'une exposition à des produits sanguins. Les facteurs de risque de sensibilisation incluent une mère ayant un groupe sanguin O. Le diagnostic est généralement posé lors des soins prénatals de routine.
La maladie est évitable dans 99 % des cas grâce à l'administration d'injections d'immunoglobuline Rho(D) aux femmes enceintes RhD négatif. Le traitement des bébés affectés dépend de la gravité de la maladie et peut inclure des transfusions sanguines, de la photothérapie ou des immunoglobulines intraveineuses,. Des transfusions sanguines peuvent être administrées au bébé avant la naissance. Un accouchement précoce peut être recommandé dans certains cas afin de débuter les traitements plus tôt.
On estime que la maladie de Rhésus touche plus de 350 000 bébés par an. Bien qu'elle soit peu fréquente dans les pays développés, elle reste relativement courante dans les pays en développement. Dans les grossesses à risque, environ un tiers des bébés meurent et un autre tiers souffrent de handicaps. En 2020, environ la moitié des femmes qui devraient bénéficier de mesures préventives ne l'ont pas fait. Cette affection a été décrite dès 1609 en France, et peut-être même par Hippocrate vers 400 av. J.-C.